# Christina Assi
Christina Assi (arabisch كريستينا عاصي; geboren 1995) ist eine libanesische Fotojournalistin, die im Libanon aufwuchs und 2024 von der BBC zu den einflussreichsten und inspirierendsten Frauen des Jahres gezählt wurde.

## Leben und Karriere
Christina Assi wurde durch ihre Kindheit, die sie zum großen Teil im Libanon verbrachte, dazu motiviert, die Konflikte und die Auswirkungen der noch nicht erzählten Kriegsgeschehen zu dokumentieren. Ihre Familie emigrierte 2006 und lebte eine Zeitlang in Katar, um in größerer Sicherheit zu leben. Sie studierte an der Notre Dame Universität im Libanon (Notre-Dame-Universität – Louaize) Journalismus. 2018 absolvierte sie ein Praktikum bei der Reuters-Agentur. Dadurch wollte sie, wie sie in einem Interview angab, Fotojournalistin und Kriegsberichterstatterin werden. Im selben Jahr übernahm sie ihre erste Arbeit bei der französischen Agence France-Presse (AFP) als Fotoeditorin und Fotojournalistin in Zypern. Ihre Fotos wurden in zahlreichen Zeitungen veröffentlicht, unter anderem in der New York Times, in Forbes, Bloomberg News. Ihre Fotos wurden über Getty Images auch in Berichten der Deutschen Welle verwendet. Sie gehört zu den bekanntesten und wichtigen Fotografinnen ihres Heimatlandes.
Nach dem Hamas-Angriff wurde sie am 13. Oktober 2023 während einer Reportage im Süden des Libanons, ihrem ersten Einsatzort als Kriegsberichterstatterin, durch einen israelischen Angriff so schwer verletzt, dass ihr ein Bein amputiert, ihr Kollege Issam Abdallah, Mitarbeiter der Reuters-Agentur, getötet und weitere fünf Kollegen verletzt wurden. Der Angriff wurde von den internationalen Menschenrechtsorganisationen Amnesty International und Human Rights Watch verurteilt und als Angriff auf Zivilisten eingestuft, der als Kriegsverbrechen untersucht werden sollte. Seitdem ist Christina Assi auf einen Rollstuhl angewiesen, allerdings hofft sie, wieder stehen und arbeiten zu können. Motiviert durch diese Erfahrung und in Erinnerung ihres verstorbenen Kollegen, beschloss sie, eine Kampagne zur Sicherheit der Journalisten zu starten. Sie nahm am Fackellauf der Olympischen Sommerspiele 2024 in Paris teil und widmete ihre Teilnahme allen Journalisten, die während ihrer Arbeit umgekommen waren.
Aus gesundheitlichen Gründen wird Christina Assi nach Frankreich ziehen, um ein bionisches Bein und die entsprechende Rehabilitation zu erhalten (Stand 2024). Sie möchte weiterhin in ihrem Beruf tätig sein und plant, einen Dokumentationsfilm über ihr Schicksal zu drehen.

## Auszeichnungen
- 2024: Aufnahme in die BBC Liste der 100 inspirierenden und einflussreichen Frauen des Jahres[1]
- 2024: Ehrung für ihren journalistischen Einsatz auf dem Doha Forum für politischen Dialog[10]